# Накло-Шльонське
Накло-Шльонське (пол. Nakło Śląskie, нім. Naklo) — село в Польщі, у гміні Сьверклянець Тарноґурського повіту Сілезького воєводства.
Населення — 3867 осіб (2011).
У 1975-1998 роках село належало до Катовицького воєводства.

## Демографія
Демографічна структура станом на 31 березня 2011 року:
|          | Загалом | Допрацездатний вік | Працездатний вік | Постпрацездатний вік |
| -------- | ------- | ------------------ | ---------------- | -------------------- |
| Чоловіки | 1905    | 318                | 1368             | 219                  |
| Жінки    | 1962    | 323                | 1179             | 460                  |
| Разом    | 3867    | 641                | 2547             | 679                  |